# منتخب بريطانيا العظمى لدوري الرغبي للسيدات
منتخب بريطانيا العظمى الوطني لدوري الرغبي للسيدات (بالإنجليزية: Great Britain women's national rugby league team)‏ هو ممثل المملكة المتحدة الرسمي في المنافسات الدولية في دوري الرغبي للسيدات.